# Petru Remus Troteanu
Petru Remus Troteanu (n. 16 mai 1885, Stâncești, județul Botoșani - m. 1957, București) este un pictor român. A debutat la Saloanele Oficiale în 1911 și la Tinerimea Artistică în 1912 unde a luat premiul I. A fost profesor la Academia de arte Frumoase de la Iași și bun prieten cu Tonitza, care în unele privințe la influențat. S-a remarcat ca peisagist. A pictat mai multe locașuri de cult: Biserica Armeană din București, interiorul bisericilor Stânca (Botoșani), Stejarul și Cuejdin (Neamț), Boureni (Iași). Fiind profesor la Academia de Arte Frumoase din Iași, în 1939 a proiectat și executat pictura bisericii de la Ipotești, împreună cu Veronica Constantinescu, inspiratoarea figurilor îngerești.